# Bartha Antal
Bartha Antal névvariáns: Barta (Nyírbátor, 1967. december 14. –) magyar bábművész, színész.

## Életpályája
A Bábszínészképző Tanfolyamot 1988-ban végezte el, és az Állami Bábszínház tagjaként kezdte pályáját. 1992-től a Kolibri Színházhoz szerződött. Vendégként játszott a Budapest Bábszínházban. 1996-tól magán bábszínházában, Bartha Tóni Bábszínházában szerepel.

## Fontosabb színházi szerepei
- Arany János – Jékely Zoltán: Toldi... Lacfi nádor; Bimbó
- Ismeretlen szerző: Brabanti Genovéva vérfagyasztó története... Vitéz László
- Gerald Durrell – Béres Attila: Szia, szia Szaurusz!... Iván
- William Shakespeare – William Rowley: Merlin születése, avagy a gyermek meglelte atyját... Anselme remete, később Winchester püspöke
- Pozsgai Zsolt: Bakkfy és a csúnya királykisasszony... Tek, teknősbéka
- Kiszely Ágnes: Májas hurka... szereplő
- Kiszely Ágnes: Paprika Jancsi... Sisa Pista, címeres betyár; Butter báró, uraság; Brót báróné; Paprika Jancsi, a báró szolgája; Rezes Ráró, csendőr; Halál
- Benedek Elek – Szilágyi Andor: Leander és Lenszirom...  Leander, erdei kobold
- Nesze, nesze, nesze!(a színészek improvizációiból és Vitéz László-darabokból)... szereplő
- Zalán Tibor: Paprika Jancsi messze jár... Előadó
- Zalán Tibor: Rózsa Sándor, a betyárok Jancsija... Előadó
- Veres András: A karácsonyi asztal meséje... Szereplő

## Filmek, tv
- Bakkfy és a csúnya királykisasszony (1994)
- Szeszélyes (2007)